# 新民场镇
新民场镇，是中华人民共和国四川省成都市郫都区曾经下辖的一个镇。2019年12月，撤销新民场镇、安德镇，设立安德街道。

## 行政区划
新民场镇撤销前下辖以下地区：
新民场镇社区、云桥村、净菊村、兴旺村、兴增村、永盛村、云凌村和金柏村。